# سوسنوویتس
سوسنوویتس (لهستانی: Sosnowiec؛ ‏Polish: [sɔsˈnɔvjɛts] ()) یکی از شهرهای جنوبی لهستان است. این شهر به همراه سایر شهرهای حومه‌اش جمعیتی بیش از دو میلیون نفر را در خود جای داده‌است.